# Грозный (Новозыбковский район)
Грозный — поселок в Новозыбковском городском округе Брянской области.

## География
Находится в западной части Брянской области на расстоянии приблизительно 22 км на северо-запад по прямой от районного центра города Новозыбков.

## История
Возник в 1920-х годах как поселение сельхозартели. На карте 1941 года был отмечен как безымянный хутор, но на карте 1989 года уже отмечен как поселение с населением приблизительно 110 человек. До 2019 года входил в Верещакское сельское поселение Новозыбковского района до их упразднения.

## Население
Численность населения: 42 человека в 2002 году (русские 92 %), 5 в 2010.